# مژدورچنسکویه
مژدورچنسکویه (به قزاقی: Mezhdurechenskoe) یک منطقهٔ مسکونی در قزاقستان است که در شهرستان ایله، قزاقستان واقع شده‌است.